# Tohil

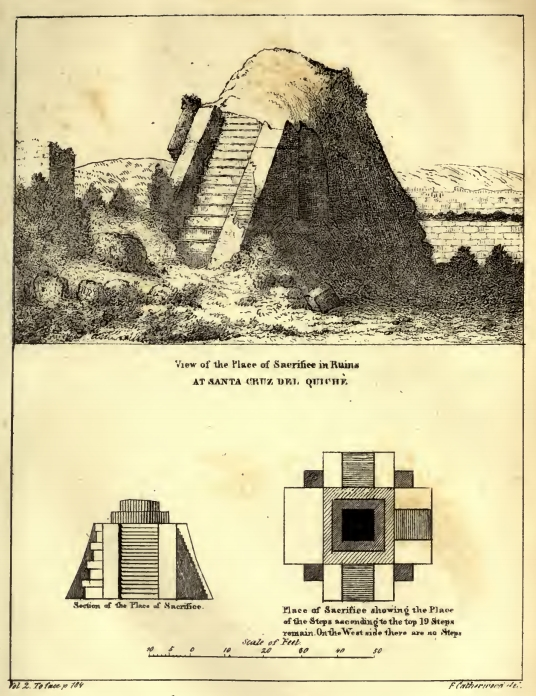
Dibujo del templo de Tohil, en la antigua capital de los Quichés, Q'umarkaj, de Frederick Catherwood, publicado en 1841.

Tohil (igualmente llamado Tojil) es una divinidad maya del periodo postclásico tardío y el dios patrón de los Quichés.  Se trata de una divinidad del fuego. También era asociado a las montañas y a las deidades de la guerra, así como a los sacrificios.